# قره‌آغاج‌لی
قره‌آغاج‌لی (به لاتین: Qaraağaclı، پیش از ۲۰۱۸ میلادی قرمزی ساموخ Qırmızı Samux) یک منطقه مسکونی در جمهوری آذربایجان است که در شهرستان ساموخ واقع شده است. قره‌آغاج‌لی ۲۳۱۹ نفر جمعیت دارد.